# Carl August Schneegans

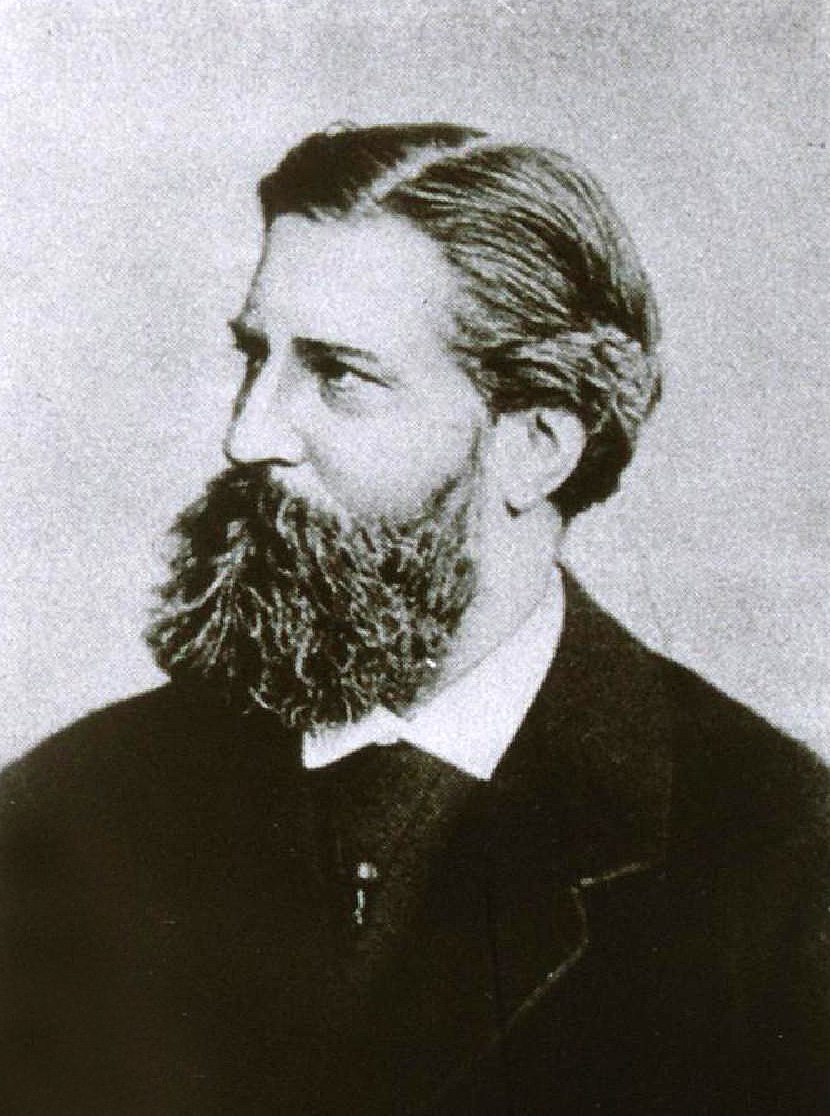
August Schneegans

Carl August Schneegans (* 9. März 1835 in Straßburg; † 2. März 1898 in Genua) war zunächst ein französischer liberaler Journalist und Politiker. Nach der Annexion von Elsaß-Lothringen war er einer der Anführer der elsass-lothringischen Autonomisten im Reichstag und trat später in den deutschen Staatsdienst ein.

## Leben

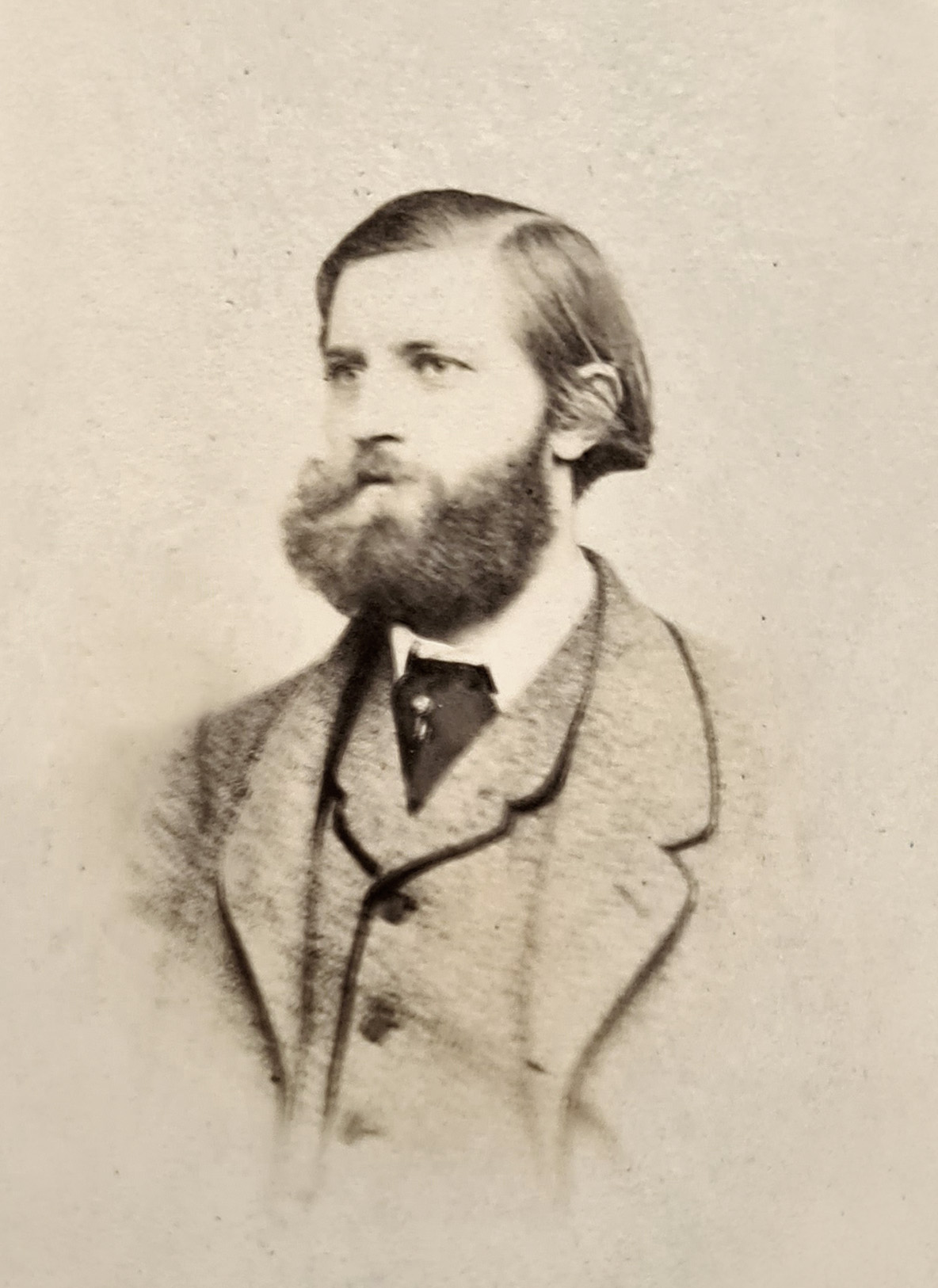
August Schneegans als 30-jähriger (Fotografie von Charles Winter 1865)

Schneegans entstammte einer protestantischen elsässischen Familie. Er besuchte das Gymnasium in Straßburg und anschließend die Académie de Strasbourg, Faculté des Lettres. Später studierte er auch in Paris.
Im Jahr 1857 reiste er in die Donaufürstentümer als Sekretär der internationalen Kommission für die Regulierung der Donaumündungen. Er kehrte über Konstantinopel, Smyrna, Athen und Italien nach Frankreich zurück. Anschließend arbeitete er sechs Jahre lang als Lehrer für alte Sprachen in Paris. Er unterrichtete in verschiedenen Privatanstalten. Er schrieb auch für die Zeitung Le Temps. Seit 1863 war er Redakteur des Courier du Bas Rhin in Straßburg. Im Jahr 1870 war er in der Schweiz und gründete die Zeitung Helvetia. Während des Deutsch-Französischen Krieges war er während der Belagerung von Straßburg Mitglied der Munizipalkommission und schließlich Adjunkt (Beigeordneter) des Maire (Bürgermeister).
Im Jahr 1871 wurde er zum Deputierten der in Bordeaux tagenden Nationalversammlung gewählt.
Schneegans ging 1871 nach Lyon, wo er die Redaktion des liberalen Journal du Lyon übernahm.
Auf Grund von Widerständen aus dem katholischen Lager musste er diese Position 1873 aufgeben. Er kehrte ins Elsass zurück und leitete das Elsässer Journal. Schneegans hatte schon seit der deutschen Besetzung für eine Autonomie der Region plädiert und setzte dies nun fort. Er gehörte ab 1877 dem Oberkonsistorium der Protestantischen Kirche Augsburgischen Bekenntnisses von Elsass und Lothringen an. Schneegans gehörte zu einer ganzen Generation von gebildeten Elsässern, die sich sowohl der französischen als auch der deutschen Kultur verbunden fühlten. Ich seinen posthum veröffentlichen Memoiren schrieb er dazu:

„Wie oft habe ich mich nicht im Laufe meines Lebens demselben Kampfe zwischen diesen beiden Elementen gegenüber gefunden. Ich habe mich schließlich für das deutsche Element entschlossen, als für dasjenige, welches meinem innern Sein besser zusagte, und ich habe es nie bedauert. Im Gegenteil, seit dem Tage, wo ich diesen Rubikon überschritten habe, empfinde ich eine wohltuende Beruhigung, die mir vorher abging. Es kommt mir vor, ich sei ein Mensch, der seine Familie und sein wahres Vaterland wiedergefunden habe; – das hindert mich freilich nicht, Frankreich das pietätvolle Gedenken zu bewahren, die Dankbarkeit, die ich ihm schulde, als dem Lande, in welchem ich zu leben und zu denken gelernt habe; das hindert mich nicht, wie ehemals die Feinheit, die Eleganz der Manieren, welche die Franzosen auszeichnen, der oft etwas groben Rauheit der Deutschen vorzuziehen.“

Ebenfalls seit 1877 war Schneegans als Abgeordneter des Wahlkreises Elsaß-Lothringen 11 (Zabern) Mitglied des Deutschen Reichstages. Dort war er Anführer der elsass-lothringischen Autonomisten. Er war maßgeblich an der Durchsetzung eines Antrages beteiligt, der für das Reichsland Elsaß-Lothringen eine neue Verfassung und eine gesonderte Regierung vorsah. Dem Parlament gehörte er bis 1879 an, da er am 5. Oktober 1879 sein Mandat wegen seiner Ernennung zum Ministerialrat niederlegte.
In die neue Regierung für Elsaß-Lothringen trat er als kaiserlicher Ministerialrat in der Abteilung des Inneren ein. Im Jahr 1880 wurde er deutscher Konsul in Messina und 1888 Generalkonsul in Genua.
Über seine journalistische Tätigkeit hinaus, hat Schneegans auch einige selbstständige Schriften veröffentlicht. Sein Sohn, der Philologe Heinrich Schneegans, gab 1902 die Memoiren seines Vaters heraus.

## Schriften (Auswahl)
- Contes, Straßburg, 1868
- Quarant jours de Bombardement, Neuchatel, 1871
- La guerre en Alsace, Straßburg, 1871
- Aus dem Elsaß. Leipzig, 1875
- Über das höhere Unterrichtswesen in Elsaß-Lothringen, 1877
- Aus fernen Landen. Novellen Breslau, 1886
- Sizilien. Bilder aus Natur, Geschichte und Leben. Leipzig, 1887